# Мейтленд, Иэн, 18-й граф Лодердейл
Иэн Мейтленд, 18-й граф Лодердейл (англ. Ian Maitland, 18th Earl of Lauderdale; родился 4 ноября 1937 года в Белграде) — шотландский дворянин и пэр, титулованный мастер Лодердейл, виконт Мейтленд с 1968 по 2008 год.

## Ранняя жизнь
Родился 4 ноября 1937 года в Белграде. Старший сын Патрика Мейтленда, 17-го графа Лодердейла (1911—2008), и его жены Станки Лозанич (? — 2003).
Он получил образование в колледже Рэдли и получил степень магистра в колледже Брасенос в Оксфорде.

## Брак и дети
27 апреля 1963 года Иэн Мейтленд женился первым браком на Энн Пол Кларк (ум. 2020), дочери Джеффри Кларк. У супругов были один сын и одна дочь:
- Леди Сара Кэролайн Мейтленд (род. 26 марта 1964), вышла замуж за Стюарта Паркса в 1988 году. Два сына:
  - Томас Джордж Мейтленд Паркс (род. 2 августа 1995)
  - Хью Чарльз Мейтленд Паркс (род. 28 декабря 1997)
- Джон Дуглас Мейтленд, виконт Мейтленд, мастер Лодердейл (род. 29 мая 1965), женился в апреле 2001 года на Розамунде Беннетт и развелся в 2006 году. Детей нет.

10 октября 2020 года лорд Лодердейл вторым браком женился на миссис Саре Линдсей Сассе [урожденной Коллингс] (род. 1936), вдове капитана Фредерика Хью Сассе (1924—1987), в Сент-Мэри, Борн-стрит, Белгравия, Лондон.

## Карьера
С 1963 по 1973 год он служил лейтенантом в Королевском военно-морском резерве. В 1974 году он присоединился к Национальному Вестминстерскому банку, став старшим региональным менеджером, когда уволился с работы в 1995 году. Он был директором Maitland Consultancy Services, Ltd. с 1995 по 2007 год и советником по маркетингу Лондонской школы экономики с 1995 по 2001 год.
В 1986 году он был назначен членом Королевской роты лучников, а в 1998 году стал свободным человеком Лондонского сити и ливрейным служащим Worshipful Company of Fan Makers.
В декабре 2008 года после смерти своего отца Патрика Мейтленда, 17-го графа Лодердейла, Иэн Мейтленд унаследовал его титулы и владения, став 18-м графом Лодердейлом, также главой клана Мейтленд и наследственным носителем Национального флага Шотландии. В 2012 году он был назначен вице-президентом Королевского общества Стюартов.

## Титулатура
- 18-й граф Лодердейл (с 2 декабря 2008)
- 18-й виконт Мейтленд из Лодердейла (с 2 декабря 2008)
- 18-й виконт Мейтленд (с 2 декабря 2008)
- 14-й баронет Мейтленд (с 2 декабря 2008)
- 19-й лорд Мейтленд из Тирлестейна (с 2 декабря 2008)
- 18-й лорд Тирлестейн и Болтон (с 2 декабря 2008).